# Suai

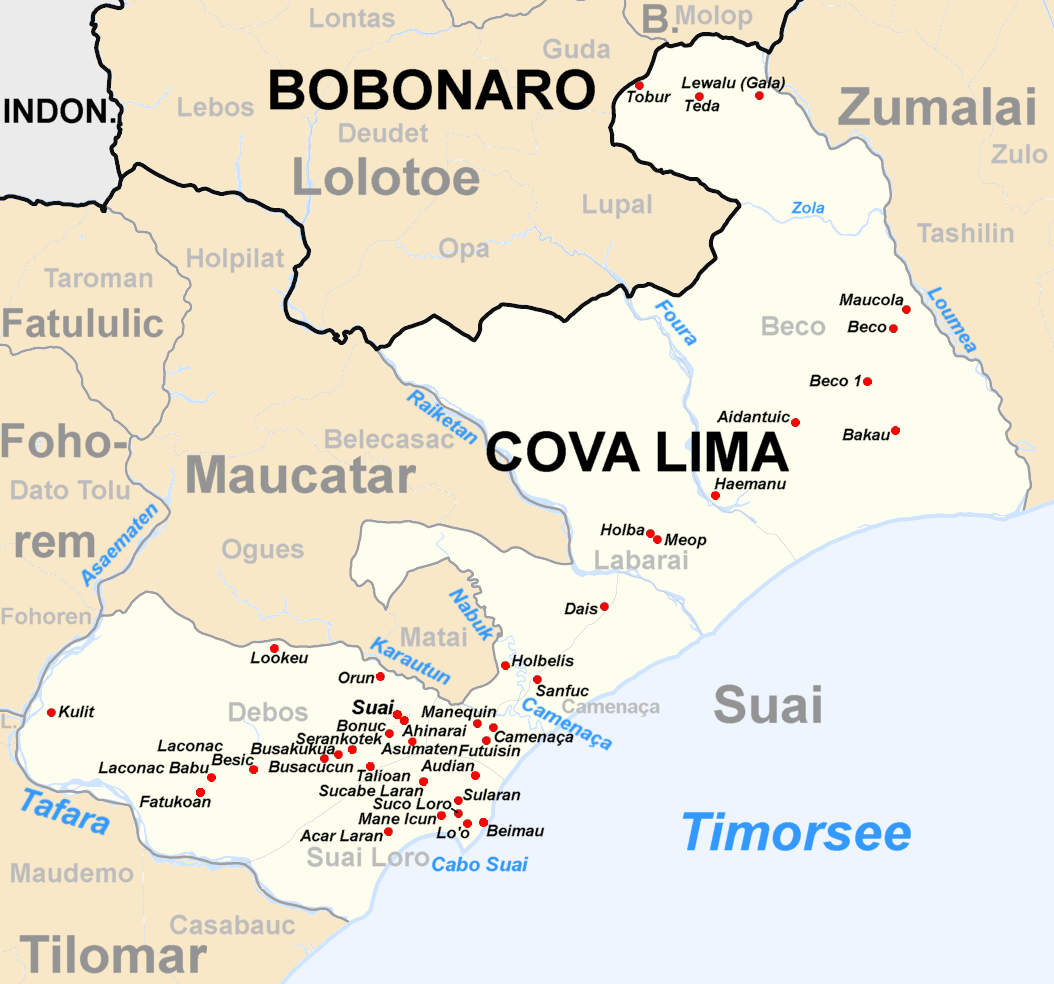
Subdistrito de Suai

Suai es una ciudad de Timor Oriental, a 138 km al sudoeste de Dili, la capital del país.
Suai tiene 23 000 habitantes, es capital del distrito de Cova-Lima y se localiza a pocos kilómetros del Mar de Timor, en la costa sur del país.
- Datos: Q582712
- Multimedia: Suai Vila / Q582712